# Pébées
Pébées är en kommun i departementet Gers i regionen Occitanien i sydvästra Frankrike. Kommunen ligger i kantonen Samatan som tillhör arrondissementet Auch. År 2022 hade Pébées 100 invånare.

## Befolkningsutveckling
Antalet invånare i kommunen Pébées
Referens:INSEE